# Белая шкурка
«Бе́лая шку́рка» — советский кукольный мультипликационный фильм Владимира Данилевича, снятый на студии «Союзмультфильм» в 1968 году по сценарию Юрия Яковлева.

## Сюжет
Сюжет начинается с представления Мышиного городка. Мышиный городок — это миниатюрное поселение, населённое в основном серыми мышами.
После окончания занятий в школе раздаётся звонок, и мышата выбегают во двор, чтобы поиграть в прятки. Водящего определили при помощи считалки, которую произносила белая мышка. После этого водящая закрыла глаза лапками, а остальные начали прятаться. Однако, белую мышку обнаруживали почти сразу — из-за её светлого окраса.
Обидевшись на то, что её постоянно находят первой, белая мышка поругалась с остальными мышатами. Из-за этого серые мышата продолжили играть без неё. 
Вдруг к обиженной белой мышке подошла другая мышка, повязанная платком и с покупками в лапках. Она подумала что у белой мышки такая шерсть из-за муки, поэтому решила что она пекарь. Мышка в платке попросила её испечь пирог на новоселье. Белая мышка, хотя и не была пекарем, решила всё-таки помочь. Она надела поварской колпак, вспомнила как готовила её мама, замесила тесто и приготовила пирог с подмёткой. Угощение понравилось заказчице и её детям.  
Возвращаясь домой, белая мышка столкнулась с усатым мышом, спешившим на праздник. Он по ошибке принял её за парикмахера. Поэтому он попросил белую мышку укоротить его усы. Найдя ножницы, мышка посмотрела на садовника, который подстригал кусты. Копируя садовника, она укоротила гостю усы почти до основания. Сперва мышь растерялся, увидев своё отражение, но вскоре остался доволен новым обликом. Однако белая мышка не успела  услышать благодарности: испугавшись вопроса «А где же усы?», она поспешно скрылась.  
Белая мышка продолжила свой путь, когда внезапно поднялся сильный ветер, нагнавший тучу. Погода изменилась: стало темно и холодно, начался дождь. В поисках укрытия Мышка спряталась под козырьком крыльца одного из домов.  
В этот момент появилась другая мышь, державшая в лапках зонт. Она приняла белую мышку за доктора, ведь её белый окрас напоминал медицинский халат. Поэтому она пригласила белую мышку в дом, чтобы та помогла её заболевшему сыну. Мышка согласилась и отправилась к больному.  
Вспомнив действия настоящего врача, который лечил её саму в прошлом, белая мышка провела осмотр.  
Сперва она тщательно вымыла лапки. После этого, она подошла к больному мышёнку и потрогала его лоб. У больного был жар. Громкий чих больного окончательно подтвердил диагноз - простуда. 
В качестве лечения белая мышка прописала больному три ложки мёда. Больной обрадовался и пообещал выполнить рекомендации. Мама малыша поблагодарила белую мышку, пожелала ей удачи, после чего та продолжила свой путь.  
Вдруг, навстречу белой мышке начали стремительно бежать другие мышата, явно напуганные чем-то. Не успела мышка осознать происходящее, как перед ней появился кот. Хищник внимательно осмотрел белую мышку, но не стал её есть, опасаясь, что её белый окрас может вызвать проблемы с животом.  
Обидевшись на такое пренебрежение, белая мышка осталась невредимой, поскольку кот вскоре удалился. Обрадованные мышата, видя, что опасность миновала, окружили её и предложили присоединиться к их играм. Впоследствии вся группа отправилась играть в белого медведя. 

## Съёмочная группа
| Сценарист                 | Юрий Яковлев |
| Режиссёр                  | Владимир Данилевич |
| Художник-постановщик      | Франческа Ярбусова |
| Ассистент художника       | А. Данилов |
| Куклы и декорации         | Роман Гуров (руководитель, в титрах — Н. Гуров), Владимир Аббакумов (в титрах — В. Абакумов), А. Антонов, Павел Гусев, Е. Дарикович (в титрах — К. Дарикович), В. Калашникова, Валентин Ладыгин, Павел Лесин, Олег Масаинов, Марина Чеснокова |
| Художники-мультипликаторы | Галина Золотовская, Павел Петров |
| Оператор                  | Владимир Сидоров |
| Монтажёр                  | Вера Гокке |
| Композитор                | Борис Савельев (в титрах — Г. Савельев) |
| Роли озвучивали           | Татьяна Барышева (в титрах — Р. Барышева), Мария Виноградова, Тамара Дмитриева (в титрах — Н. Дмитриева), Николай Литвинов, Клара Румянова, Борис Рунге                                                                                       |
| Звукооператор             | Борис Фильчиков |
| Редактор                  | Наталья Абрамова |
| Директор картины          | Натан Битман |

## Технические данные
| Название          | Белая шкурка                                                |
| Тип               | кукольный                                                   |
| Продолжительность | 9 минут 35 секунд                                           |
| Киностудия        | «Союзмультфильм» (творческое объединение кукольных фильмов) |
| Дата производства | 1968 год                                                    |

## Описание, отзывы и критика
Послужившая основой мультфильма сказка Юрия Яковлева «Белая мышка» (с рисунками Ильи Кабакова) была опубликована в № 8 журнала «Мурзилка» за 1967 год.
Переработанная (на основе мультфильма) сказка Юрия Яковлева (с рисунками Владимира Данилевича и Франчески Ярбусовой) была опубликована в № 2 журнала «Весёлые картинки» под названием «Белая шкурка».
Людвига Закржевская отнесла фильм «Белая шкурка» к числу лучших мультфильмов Союзмультфильма, продемонстрированных на ежегодном смотре 1969 года. По её мнению, фильм сделан с мастерством и изяществом, с любовью к теме, с пониманием особенностей детского восприятия, но интересен и взрослым зрителям.
Юрий Яковлев, с увлечением сотрудничавший со студией «Союзмультфильм», относил мультфильм «Белая шкурка» (наряду с «Умкой» и «Бабушкиным зонтиком») к числу трёх самых удачных работ по его сценариям.
В 1971 году переработанная (на основе мультфильма) сказка Юрия Яковлева (с иллюстрациями Владимира Данилевича и Франчески Ярбусовой) была опубликована отдельным изданием в издательстве «Бюро пропаганды советского киноискусства» в серии «Фильм-сказка» тиражом 300 000 экземпляров.
Фильм «Белая шкурка» относится к числу первых четырёх фильмов, в которых Франческа Ярбусова принимала участие в качестве художника-постановщика на студии «Союзмультфильм», и к числу трёх фильмов (из этих четырёх), которые были сняты под руководством режиссёра Владимира Данилевича, то есть ещё до её творческого союза с Юрием Норштейном. По мнению Джаннальберто Бендацци, несмотря на то, что работа в подразделении Владимира Данилевича более подходила Ярбусовой, нежели работа с Владимиром Дегтярёвым, она всё равно была ещё очень молода и неопытна и боялась высказывать своё мнение режиссёру прямо, хотя фильмы (включая ленту «Белая шкурка») были ей не по вкусу.